# Économie de l'Ain
L'économie de l'Ain traite de la situation économique conjoncturelle et structurelle du département de l'Ain de nos jours. En 2010, le département de l'Ain a le taux de chômage le plus bas de la région Auvergne-Rhône-Alpes, région au taux de chômage d'ailleurs inférieur à la moyenne nationale. 
Le département reste très industriel ; en effet en population par secteur, l'Ain est le département le moins tertiaire de la région Auvergne-Rhône-Alpes, elle-même possédant une population active dans le secteur tertiaire supérieure au pourcentage national.

## Données globales

### Valeur ajoutée brute par secteur d'activité
En 2018 la valeur ajoutée brute du département est de 14 913 millions d'euros, dont la répartition par secteur d'activité est :
Agriculture : 243 (1,6 %)
Industrie : 3 450 (23,1 %)
Construction : 1 086 (7,3 %
Commerces, transports, hébergement, restauration : 2 611 (16,5 %)
Autres services : 7 524 (50,2%)

### Emploi
L'évolution de l'emploi selon le secteur d'activité, de 2008 à 2018, montre une augmentation totale de 3,2 % provenant des services : + 10,3 % pour le commerce et les transports et  pour les autres services, alors que l'emploi dans l'industrie diminue de 13 % et qu'il est stable dans la construction.
|                                                              | 2008    | 2008   | 2013    | 2013   | 2018    | 2018             | 2018               | 2018 |
| Nombre                                                       | %       | Nombre | %       | Nombre | %       | dont femmes en % | dont salariés en % |      |
| ------------------------------------------------------------ | ------- | ------ | ------- | ------ | ------- | ---------------- | ------------------ | ---- |
| Ensemble                                                     | 214 318 | 100,0  | 218 040 | 100,0  | 221 219 | 100,0            | 47,5               | 87,7 |
| Agriculture                                                  | 5 741   | 2,7    | 5 844   | 2,7    | 5 085   | 2,3              | 24,3               | 37,8 |
| Industrie                                                    | 52 259  | 24,4   | 46 959  | 21,5   | 45 517  | 20,6             | 30,6               | 94,4 |
| Construction                                                 | 16 952  | 7,9    | 17 573  | 8,1    | 16 823  | 7,6              | 10,2               | 74,7 |
| Commerce, transports, services divers                        | 81 364  | 38,0   | 86 493  | 39,7   | 89 792  | 40,6             | 46,7               | 85,4 |
| Administration publique, enseignement, santé, action sociale | 58 003  | 27,1   | 61 171  | 28,1   | 64 003  | 28,9             | 72,4               | 93,5 |

### Entrepreneuriat
24% des chefs d'entreprises du département sont des femmes, contre un tiers en moyenne en France,.

## Secteur primaire
En Bresse, l'élevage, et en particulier celui des volailles, est très renommé. Sur les hauteurs du Revermont et du Bugey, l'Appellation d'origine contrôlée Comté a permis de redynamiser l'élevage de vaches laitières pour la production de fromages. En Dombes, la pisciculture bénéficie des nombreux étangs de la région. Le maraîchage s'est développé en bord de Saône, favorisé par les limons apportés par l'affluent du Rhône. La viticulture, implantée en Revermont et dans le sud du Bugey, a su diversifier ses produits, avec en particulier le vin de Cerdon. 

### Filière bois
L'exploitation forestière est, surtout concentrée sur le Haut-Bugey. Elle représentait en septembre 2007, 4 500 emplois dans le département de l'Ain.

## Secteur secondaire
Il est caractérisé par une bonne répartition des implantations industrielles sur l'ensemble du département, favorisée par un tissu de petites et moyennes entreprises dynamiques, des disponibilités foncières importantes, la proximité des bassins d'activité des départements proches et un maillage autoroutier développé. 
Parmi les activités remarquables, la transformation des matières plastiques tient une place privilégiée. Caractéristique du bassin d'Oyonnax, berceau de l'activité, cette industrie se développe également dans la région de Bellegarde-sur-Valserine et en direction de Lyon. Cette filière, très vaste, intègre la production de matières premières (granulés, plaques, films, colorants...), de biens intermédiaires (emballages, composants pour l'automobile ou le bâtiment), ou de biens de consommations (articles de la maison, jouets, articles de sport, lunetterie). Par ailleurs, elle a entraîné la création d'activités connexes importantes (production de machines de transformation, d'outillages, de cartonnages, d'adhésifs, logistique).
Dans le département, la chimie est généralement d'implantation récente et se trouve surtout à proximité de la centrale nucléaire du Bugey. 
Si la métallurgie a connu des heures difficiles, notamment à Bellegarde-sur-Valserine, la construction mécanique s'est développée, à la faveur de marchés en croissance durable. Citons, dans la région de Bourg-en-Bresse, l'industrie du poids lourd, et, dans le sud et l'est du département, la construction d'équipements thermiques (compresseurs, échangeurs, unités de ventilation, de chauffage et de climatisation).
La construction de matériel électrique (câblerie, modules, armoires équipées) s'est particulièrement développée dans la région de Belley.
L'industrie agroalimentaire bénéficie de la renommée gastronomique du département de l'Ain et du développement des nouveaux modes de consommation.

## Secteur tertiaire
L'activité logistique est favorisée par la situation géographique du département, situé à une localisation stratégique en Europe. Les restrictions à la circulation des poids lourds en Suisse et en Autriche, et l'ouverture des PECO, a entraîné un surcroît de flux de transport de marchandises sur les axes Benelux et Allemagne vers l'Italie d'une part, et  de la Pologne et la Tchéquie vers l'Espagne d'autre part. Des services connexes au transport de marchandises se sont ainsi développés pour optimiser ces flux par la création de plates-formes de redistribution, notamment sur le Parc industriel de la Plaine de l’Ain. De plus, le projet d'implantation d'un pôle de ferroutage près d'Ambérieu-en-Bugey pour les liaisons avec l'Italie, met l'accent sur l'avenir logistique du département.

### Secteur tertiaire touristique
Le tourisme dans le département représente 10 000 emplois directs auxquels s'ajoute 10 000 emplois indirects. 
En décembre 2006, l’emploi touristique représente 3 emplois sur 100 dans le département, pour un chiffre d'affaires départementale de 300 millions d'euros.